# Heidi Schmid
Adelheid (Heidi) Schmid (Klagenfurt, 5 december 1938) is een Duits schermer.
Schmid werd in 1960 olympisch kampioen individueel en in 1961 wereldkampioen. In 1964 won Schmid de bronzen medaille met het team.

## Resultaten

### Olympische Zomerspelen
| Jaar | Plaats      | Resultaten               |
| ---- | ----------- | ------------------------ |
| 1960 | Rome        | floret 4e floret team    |
| 1964 | Tokio       | floret team 9e floret    |
| 1968 | Mexico-stad | 5e floret team 7e floret |

### Wereldkampioenschappen schermen
| Jaar | Plaats       | Resultaten           |
| ---- | ------------ | -------------------- |
| 1957 | Parijs       | floret · floret team |
| 1958 | Philadelphia | floret team          |
| 1959 | Boedapest    | floret team          |
| 1961 | Turijn       | floret               |

1924: Ellen Osiier ·
1928: Helene Mayer ·
1932: Ellen Preis ·
1936: Ilona Elek ·
1948: Ilona Elek ·
1952: Irene Camber ·
1956: Gillian Sheen ·
1960: Heidi Schmid ·
1964: Ildikó Uslaky-Rejtő ·
1968: Jelena Novikova ·
1972: Antonella Ragno-Lonzi ·
1976: Ildikó Schwarczenberger ·
1980: Pascale Trinquet ·
1984: Luan Jujie ·
1988: Anja Fichtel ·
1992: Giovanna Trillini ·
1996: Laura Badea ·
2000: Valentina Vezzali ·
2004: Valentina Vezzali ·
2008: Valentina Vezzali ·
2012: Elisa Di Francisca ·
2016: Inna Deriglazova ·
2020: Lee Kiefer ·
2024: Lee Kiefer